# اچ‌ام‌اس آرثوسا (۱۹۱۳)
اچ‌ام‌اس آرثوسا (۱۹۱۳) (به انگلیسی: HMS Arethusa (1913)) یک کشتی بود که طول آن ۴۳۶ فوت (۱۳۲٫۹ متر) بود. این کشتی در سال ۱۹۱۳ ساخته شد.